# سوندگذاری میزراهی
سوندگذاری میزراهی به معنی بهره‌گیری از سوند برای افزایش قطر میزراه و یافتن موانع درون آن است. از ساوندها همچنین برای کشندگی میزراه به منظور سوراخ‌کاری اندام نیز بهره می‌برند.
تحریک میزراه‌ یا میزراه‌بازی عبارتی است که در متون جنسی تونی تاکسیک برای به‌کارگیری سوند میزراهی به منظور تحریک جنسی به کار می‌رود. در محاوره و در رابطه با مردان، تحریک میزراه را سوراخ‌گیری کیر به انگلیسی: Cockstuffing (سوراخ‌گیری آلت مردانه) نیز می‌نامند.
میزراه‌بازی می‌تواند به صورت دستی یا با قرار دادن اشیاء انجام شود که در واقع به معنای وارد کردن یک جسم خارجی نرم یا سخت به درون میزراه است. اشیایی چون سوندها عموماً تا نیمه فرومی‌روند و می‌توان به آسانی آن‌ها را بیرون کشید. دیگر ابزارهای چون کاتتر یا اسباب‌بازی‌های جنسی ممکن است حتی عمیق‌تر هم دخول کنند. با انگشت کردن نیز این کار صورت می‌گیرد که انگشت کردن میزراه خوانده می‌شود. انگشت کردن میزراه نیاز به احتیاطات ویژه دارد، مانند نداشتن ناخن تیز در انگشتی که به داخل پنیس وارد شده‌است.

## حساسیت میزراه
میزراه یک قسمت حساس از بدن انسان است. میزراه مرد توسط بافت نعوظی متشکل از جسم غاری (به انگلیسی: Corpus cavernosum) و جسم اسفنجی (به انگلیسی: Corpus Spongiosum) احاطه شده‌است. بافت مشابهی نیز مجرای ادرار زن را احاطه کرده‌است که با ساختارهای عمیق‌تر از کلیتوریس احاطه شده‌است. از این نظر، این منطقه از نواحی شهوت‌خیز است، و تحریک می‌تواند بسیار لذت بخش تلقی شود و همچنین منجر به ارگاسم شود. دهانه میزراه به دلیل پتانسیل تحریک احساسات جنسی در خود، به عنوان موضع U (urethral-میزراه) شناخته می‌شود، که مشابه موضع جی می‌باشد.

## روش‌های تحریک
تحریک میزراه یا به عنوان بخشی از عشقبازی یا برای خودارضایی استفاده می‌شود.
در زنان، میزراه می‌تواند با فشار یا لرزاننده تحریک شود. لرزش به بافت اطراف کلیتوریس منتقل می‌شود و بنابراین باعث تحریک آن می‌شود.
در مردان نیز، میزراه می‌تواند با فشار یا لرزاننده تحریک شود. فشار تأثیر مستقیمی بر روی بافت نعوظی اطراف میزراه دارد. لرزش داخل میزراه نیز می‌تواند از طریق بافت نعوظی گسترش یابد و در نتیجه به داخل سرنره یا پروستات نفوذ کند.

### تحریک دستی
معمولاً قسمت جلویی میزراه به صورت دستی و با انگشت کردن تحریک می‌شود. برای این منظور، بسته به اندازه دهانه میزراه، می‌توان نوک انگشت را وارد کرد و با حرکات ماساژ تحریک کرد.

### تحریک با اشیاء خارجی
علاوه بر روش دستی از اشیاء مختلف نیز استفاده می‌شود. علاوه بر اسباب‌بازی‌های جنسی موجود در بازار مانند ویبراتورهای شاخه مانند میزراه و سوندهایی برای تحریک الکتریکی که به‌طور خاص برای این منظور ایجاد شده‌اند، از دیلاتورها و اشیای روزمره و کشیده و متنوعی مانند سیم‌های پلاستیکی یا شمع استفاده می‌شود. ارنست گرفنبرگ در مقاله ای چندین مورد از زنانی را توصیف می‌کند که به منظور خودارضایی، گیره مو یا مداد را در میزراه خود قرار می‌دهند. سوندهای پزشکی که به‌طور خاص برای قرار دادن در روزنه‌های بدن طراحی شده‌اند، گزینه ایمن تری هستند. پیرسینگ‌های مختلف در ناحیه تناسلی می‌توانند میزراه را در حین آمیزش جنسی تحریک کنند. برای آقایان می‌توان از عصای شاهزاده استفاده کرد.

### آمیزش جنسی میزراهی
آمیزش جنسی میزراهی شامل قرار دادن آلت تناسلی مرد در میزراه زن می‌باشد. برای رسیدن به این موضوع باید میزراه به تدریج در دراز مدت کشیده شود تا به قطر مربوط دستیابی پیدا شود. این عمل جنسی بسیار نادر است.

## خطرها
چنانچه فرایند ساوند به درستی صورت نگیرد، ممکن است میزراه خراشیده یا حتی پاره شود و در موارد شدید موجب عفونت ادراری گردد.
دخول اشیاء خارجی به میزراه ممکن است سبب مشکلات پزشکی حاد شود. دقت داشته باشید ورود میکروب‌ها می‌تواند منجر به التهاب میزراه شود.

## مطالعه بیش‌تر
- هاردی هابرمن، فتیش دیوا میدوری. جواهرات خانوادگی: راهنمای بازی با آلت جنسی مردان و نحوه شکنجه آن. انتشارات گرینری، ۲۰۰۱. شابک ‎۱-۸۹۰۱۵۹-۳۴-۴.